# Obertura trágica (Dvořák)
La Obertura trágica, B. 16a (también llamada Obertura dramática; en checo: Tragická ouvertura or Dramatická ouvertura) es una obertura de concierto escrita por el compositor checo Antonín Dvořák en 1870. Iba destinada a su primera ópera titulada Alfred que no llegó a publicarse.
El libro de Šourek Obras orquestales de Antonín Dvořák tiene una descripción completa de la Obertura trágica. Se estrenó el 1 de abril de 1905, casi un año después de su muerte.
Es una obra de un solo movimiento, generalmente en una forma sonata-allegro, que resume los eventos dramáticos esenciales.